# Somethin's Happening
Somethin's Happening är det tredje albumet av Peter Frampton, som gavs ut 1974. Omslaget på skivan är lite lustigt, kortet är tagit vid en av hans vänner. Han satte sig på en stol vid poolen, då en av hans vänner kastade en hink med vatten över honom! I detta ögonblick togs kortet.

## Låtlista
- "Doobie Wah" - 4:04
- "Golden Goose" - 5:30
- "Underhand" - 3:39
- "I Wanna Go To The Sun" - 7:29
- "Baby (Somethin's Happening)" - 4:46
- "Waterfall" - 6:00
- "Magic Moon (Da Da Da Da Da!)" - 3:49
- "Sail Away" - 7:32

## Medverkande
- Peter Frampton - bas, gitarr, ledsång, keyboard, talk box och munspel
- Andy Bown - piano, synth, keyboard, gitarr och bakgrundssång
- Nicky Hopkins - piano, orgel, keyboard, gitarr och bakgrundssång
- Rick Wills - bas
- John Siomos - trummor och percussion